# Karc-nyelvcsonti izom

A nyak izmai (a piros jelöli a stylohyoideust)

A musculus stylohyoideus egy apró izom az ember nyakában.

## Eredés, tapadás, elhelyezkedés
A processus styloideus ossis temporalisról ered. A nyelvcsonton (os hyoideum) tapad.

## Funkció
Le-fel mozgatja a nyelvcsontot nyelés közben.

## Beidegzés, vérellátás
A nervus facialis idegzi be. Az arteria facialis és az arteria occipitalis látják el vérrel.

## Külső hivatkozások
- Leírás
- Definíció Archiválva 2007. szeptember 26-i dátummal a Wayback Machine-ben
- Kép Archiválva 2007. szeptember 30-i dátummal a Wayback Machine-ben